# Chelle-Spou
Chelle-Spou (okzitanisch Shèla Espon) ist eine französische Gemeinde mit 107 Einwohnern (Stand: 1. Januar 2022) im Département Hautes-Pyrénées in der Region Okzitanien (bis 2015 Midi-Pyrénées). Sie gehört zum Arrondissement Bagnères-de-Bigorre und zum Gemeindeverband Plateau de Lannemezan. Die Bewohner werden Chespouais genannt.

## Geografie

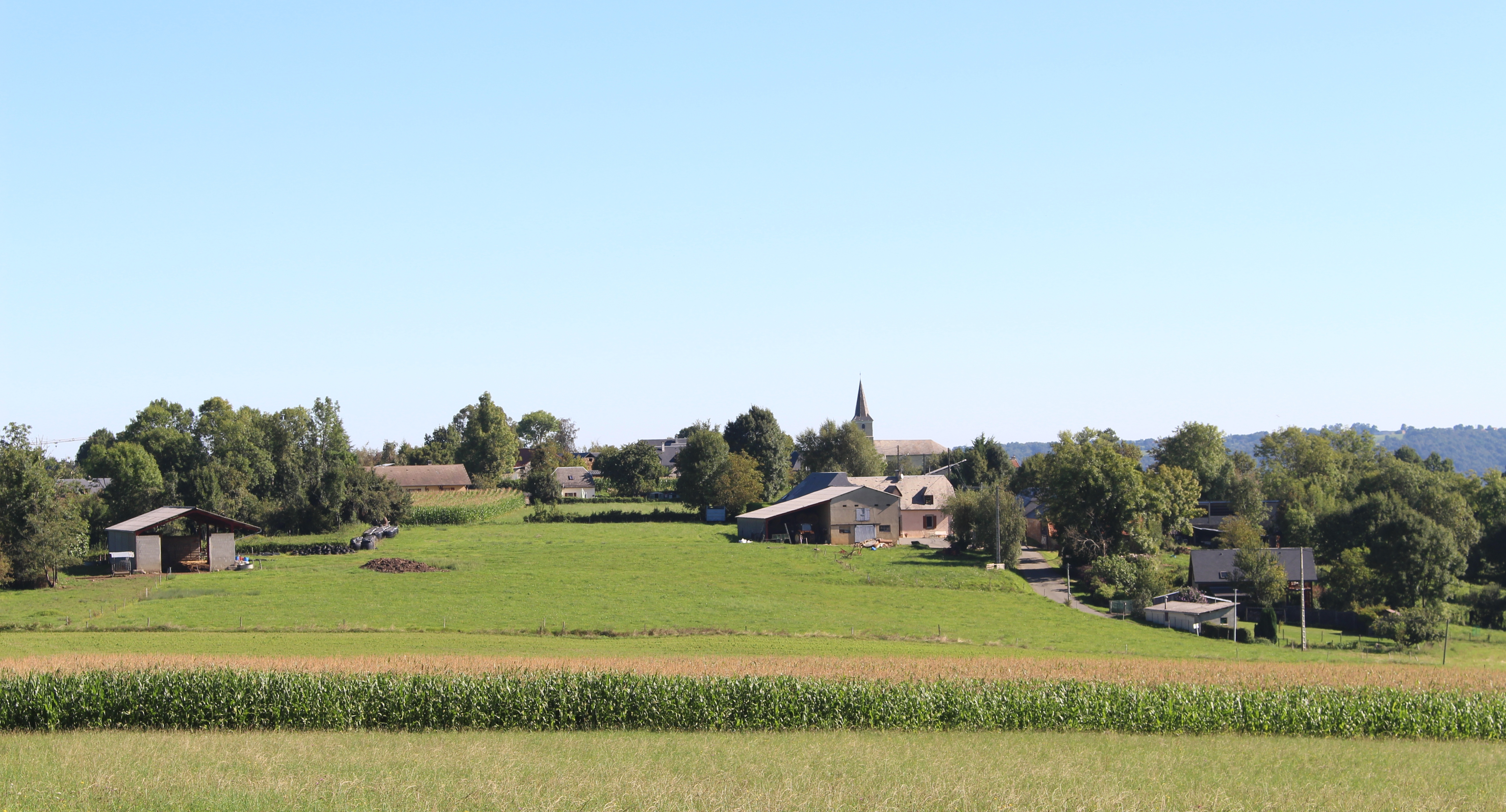
Blick auf Chelle

Die Gemeinde Chelle-Spou liegt im Norden der Landschaft Bigorre im Vorland der Pyrenäen und im Südwesten des Plateaus von Lannemezan, etwa zwölf Kilometer nordwestlich von Lannemezan und etwa 16 Kilometer südöstlich der Départements-Hauptstadt Tarbes. Das 4,58 km² umfassende Gemeindegebiet wird im Osten vom Fluss Arros begrenzt. Die Gemeinde besteht aus den Dörfern Chelle auf einem Bergsporn auf 489 m über Meereshöhe gelegen und Spou auf 300 m über dem Meer an der Mündung des Arriou darré in den Arros, dem Weiler Sayrou sowie aus mehreren Einzelhöfen. Umgeben wird Chelle-Spou von den Nachbargemeinden Ozon im Norden, Ricaud im Nordosten, Gourgue im Osten, Artiguemy im Süden sowie Cieutat im Westen.

## Ortsname
Die wahrscheinliche lateinische Etymologie von Chelle ist Scala Spei, was etwa Krone der Hoffnung bedeutet. Was Spou betrifft, kommt es vom gaskognischen Espon, was vom lateinischen Sponda abstammt und so viel wie Grenze der Neigung bedeutet.
Die Gemeinde hieß ursprünglich Chelle-Dessus, dann Chelle und Cheile zwischen 1790 und 1801 und erst ab 1806 offiziell Chelle-Spou.

## Bevölkerungsentwicklung
| Jahr      | 1962 | 1968 | 1975 | 1982 | 1990 | 1999 | 2010 | 2021 |
| Einwohner | 125  | 114  | 103  | 95   | 95   | 91   | 110  | 109  |

Im Jahr 1836 wurde mit 450 Bewohnern die bisher höchste Einwohnerzahl ermittelt. Die Zahlen basieren auf den Daten von cassini.ehess und INSEE.

## Sehenswürdigkeiten
- Himmelfahrtskirche (Église de l’Assomption)
- Mehrere Flurkreuze

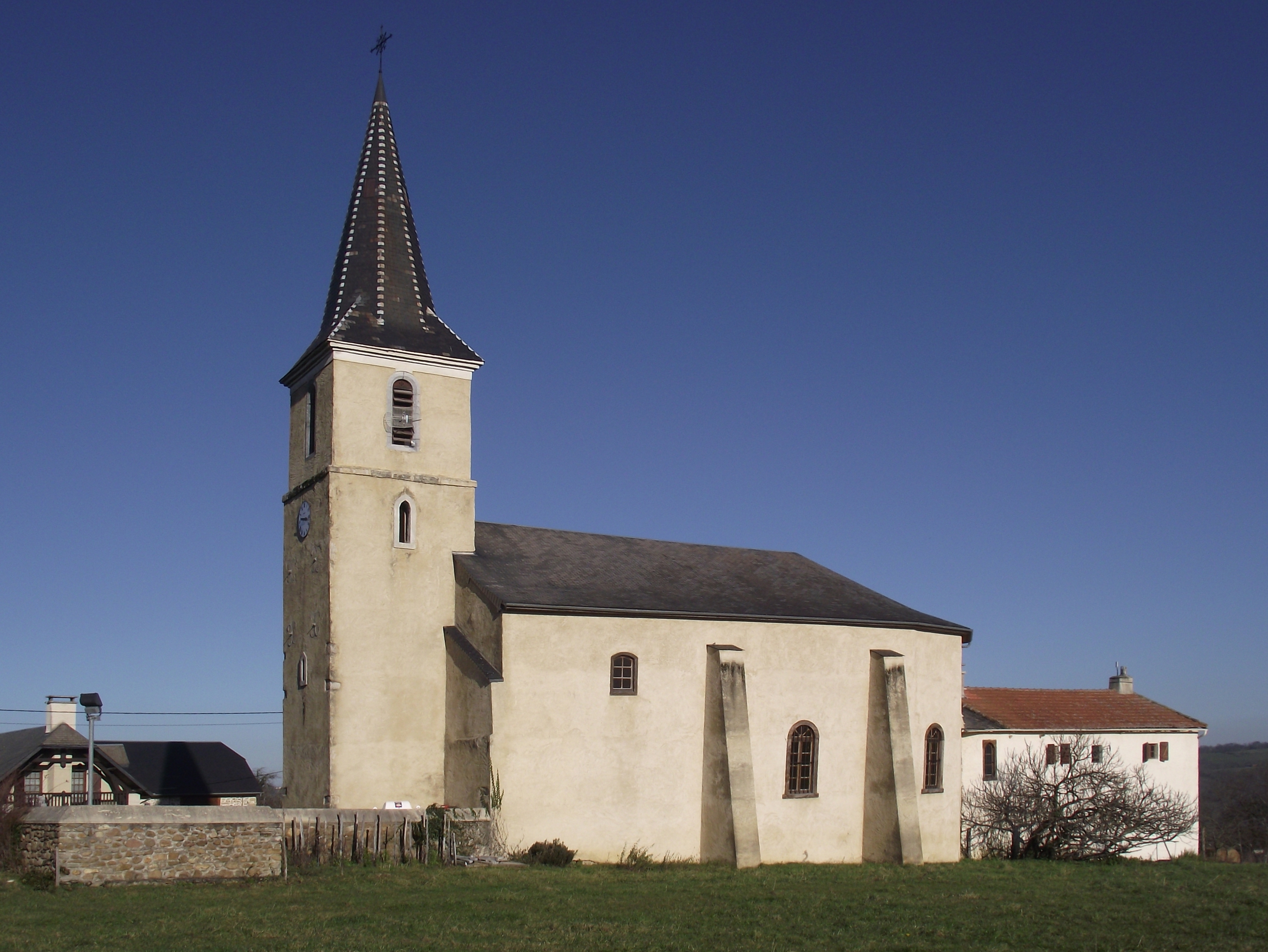
Himmelfahrtskirche
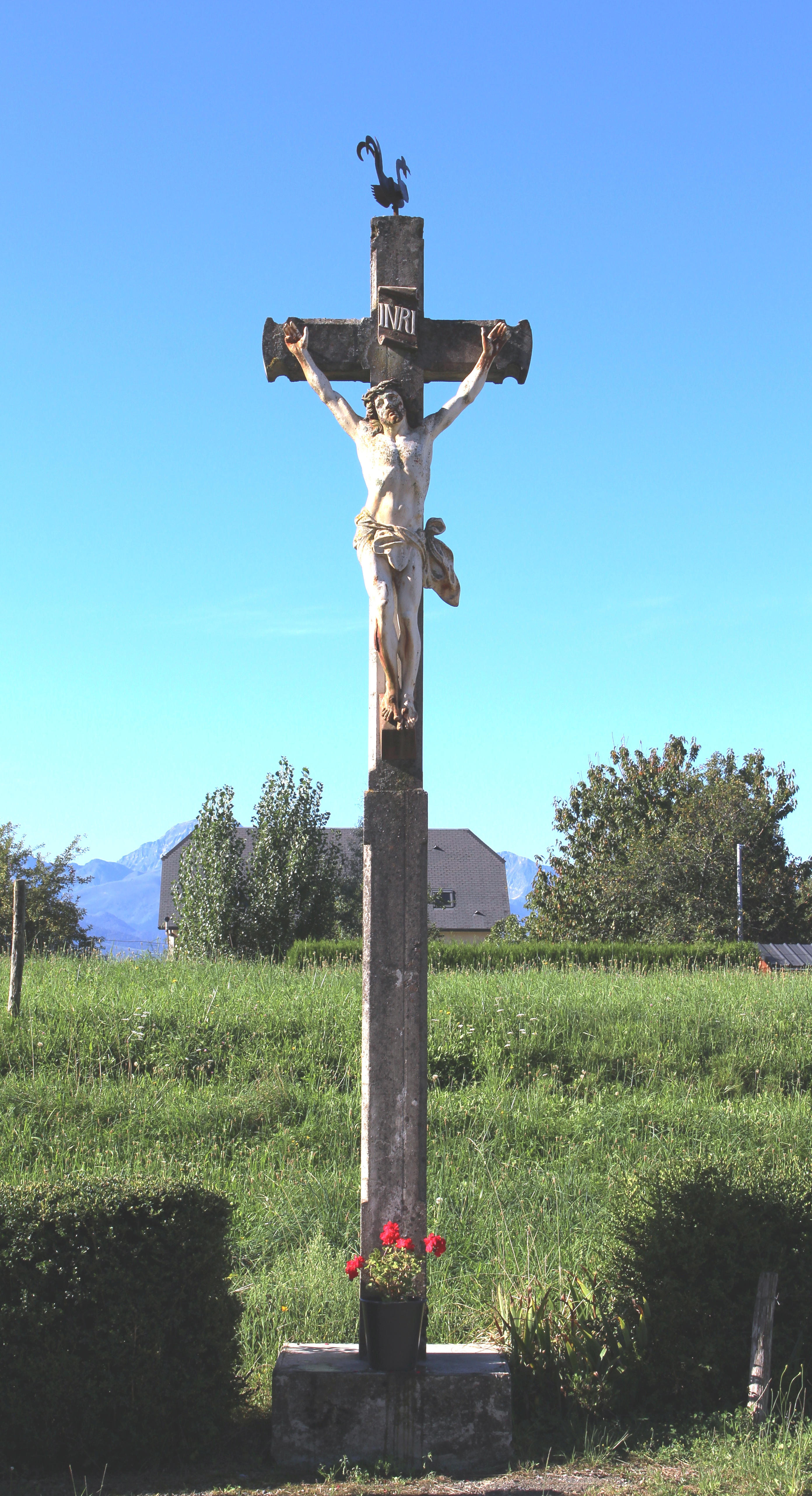
Flurkreuz
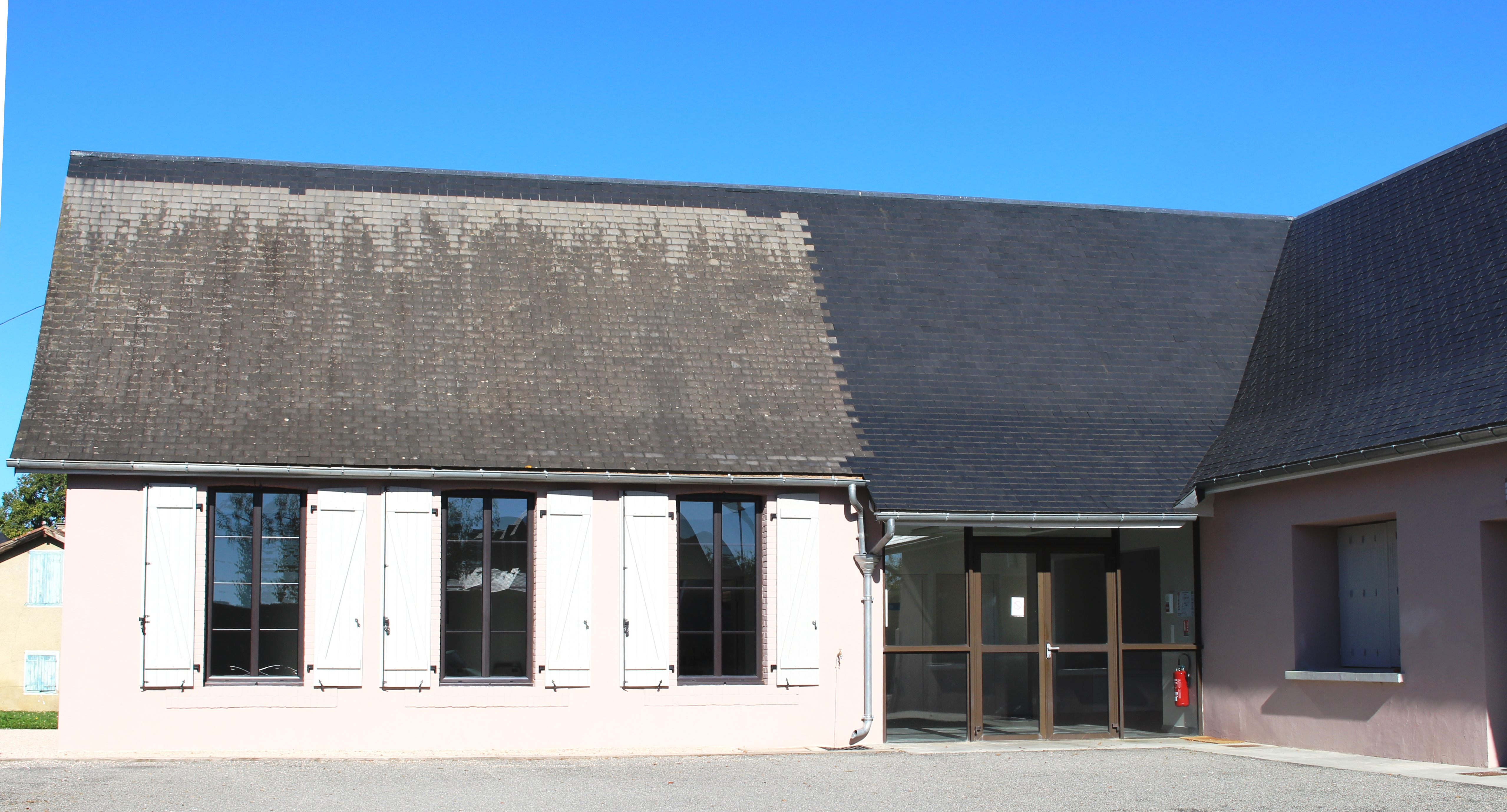
Gemeindefestsaal
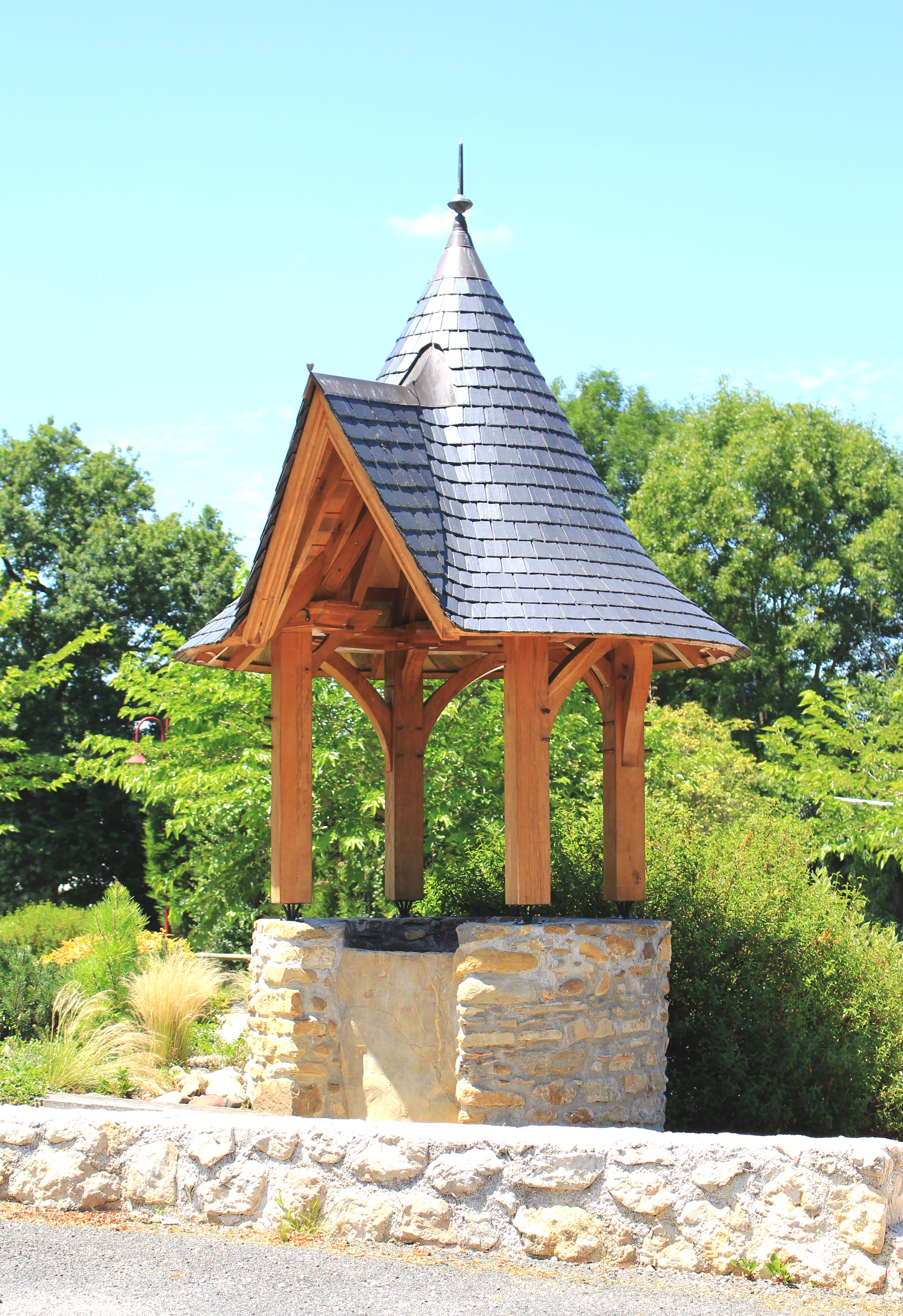
Brunnen
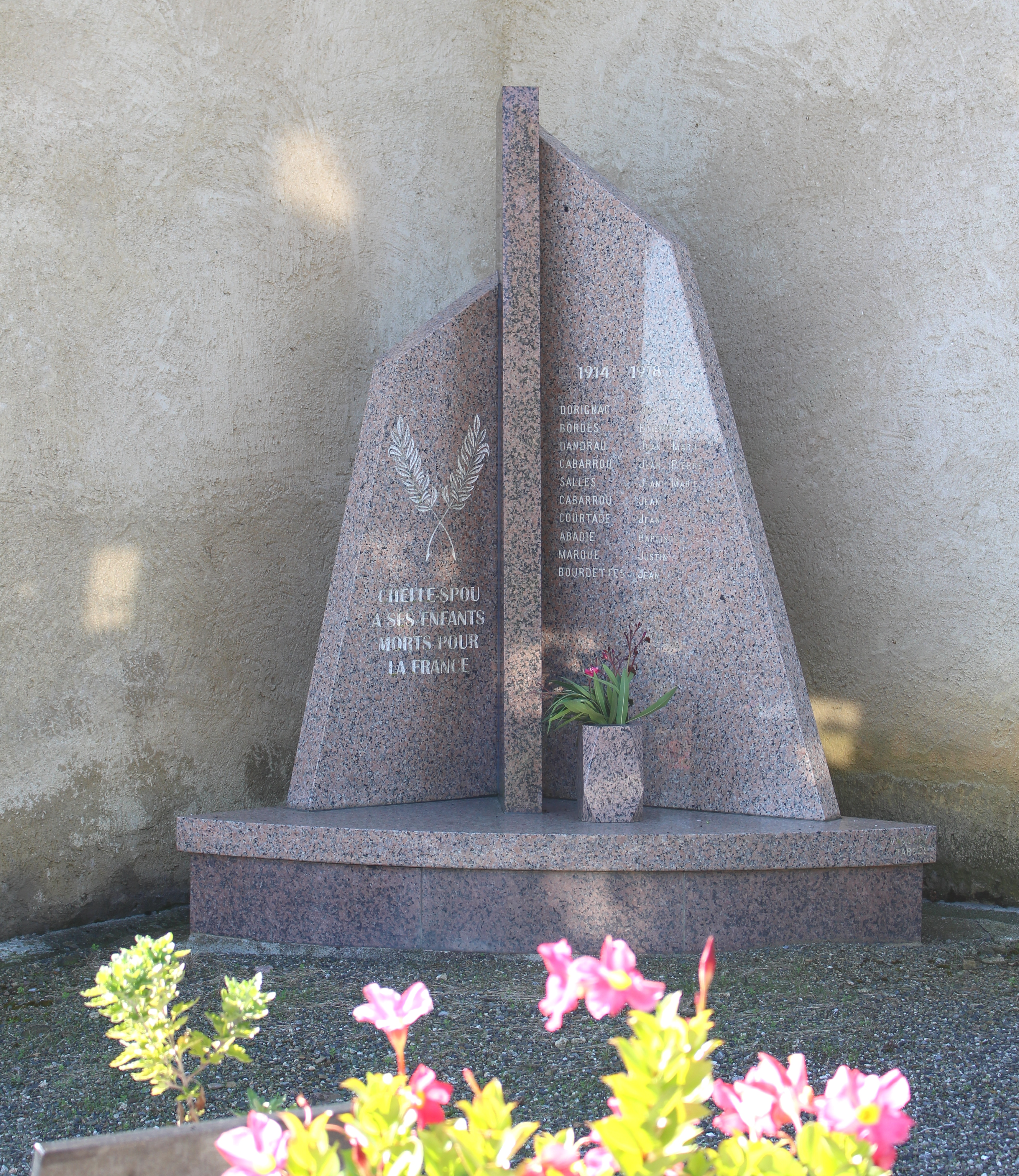
Gefallenendenkmal

## Wirtschaft und Infrastruktur
Chelle-Spou ist bäuerlich geprägt. In der Gemeinde sind zwölf Landwirtschaftsbetriebe ansässig (Getreide- und Futtermittelanbau, Rinderzucht, Milchviehhaltung).
Im sechs Kilometer entfernten Tournay bestehen Anschlüsse an das Fernstraßennetz und die Autoroute A 64. In Tournay befindet sich auch der nächstgelegene Bahnhof – an der Bahnstrecke Toulouse–Bayonne.

## Belege
1. ↑  Chelle-Spou, kurzer Geschichtsabriss auf der Präsentation des Gemeindeverbandes (ccplateaudelannemezan.fr) (französisch)
2. ↑  Chelle-Spou auf cassini.ehess.fr
3. ↑  Chelle-Spou auf insee.fr
4. ↑  Landwirtschaftsbetriebe in Chelle-Spou (französisch)